# Martín Schmid
Martín Schmid (Baar (Suíça), 26 de setembro de 1694), foi um jesuíta.
Estudou na Alemanha, onde ingressou na Companhia de Jesus.
Em 1729, partiu do porto de Cádiz (Espanha), para servir nas reduções no Paraguai.
Em 1730, foi enviado para as reduções jesuíticas entre os chiquitos, onde atuou como arquiteto, construindo Igrejas, organizou oficinas de confecção de instrumentos musicas e atuou como compositor.
Chegou a participar da confecção de instrumentos musicais complexos como órgãos de tubos.
Após a expulsão dos jesuítas do Império Espanhol, em 1767, voltou a viver na Suíça, onde faleceu em 10 de fevereiro de 1772 .